# Cosmè Tura

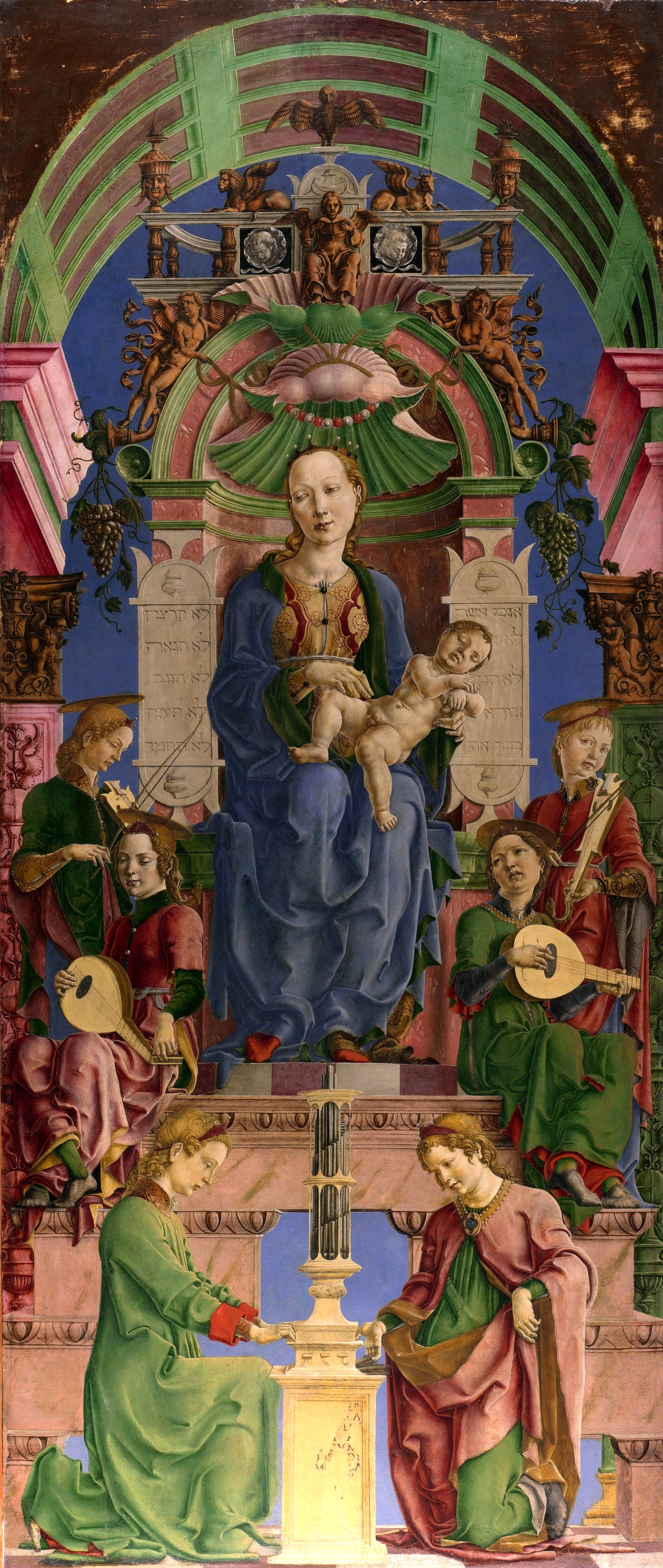
Vierge en majesté avec l'Enfant et des anges musiciens (vers 1471), panneau central du retable Roverella.

Cosmè Tura ou Cosimo Tura est un peintre du XVe siècle, actif à la cour du marquis de Ferrare. Certains historiens s'accordent à lui donner les dates de 1420-1430 comme années de naissance. Il est difficile en effet d'en trouver une date exacte puisque les seuls premiers documents parlant de Cosmè datent de ces années là. Il est mort en 1495.

## Biographie
Né à Ferrare, fils d'un cordonnier, Cosmè Tura étudie auprès de Francesco Squarcione de Padoue où il fait un séjour entre 1453 et 1456. Vasari le décrit comme disciple de Galasso Galassi, lui-même disciple de Piero della Francesca, ce que conteste Gustave Gruyer au motif que Galasso devait avoir à peu près le même âge que Tura. Il semble également influencé par Andrea Mantegna.
Il est ensuite présent à la cour de Ferrare sous la protection de Borso d'Este et d'Hercule Ier d'Este.
Il est un des fondateurs de l'École de Ferrare. Parmi ses élèves on trouve Francesco del Cossa, Francesco Bianchi et peut-être l'enlumineur Jacopo Filippo d’Argenta.
Tura meurt en 1495 à Ferrare.

## Œuvres
Il a en particulier participé à la réalisation des fresques du Palazzo Schifanoia (1469–1471) qui présentent une allégorie des mois de l'année.

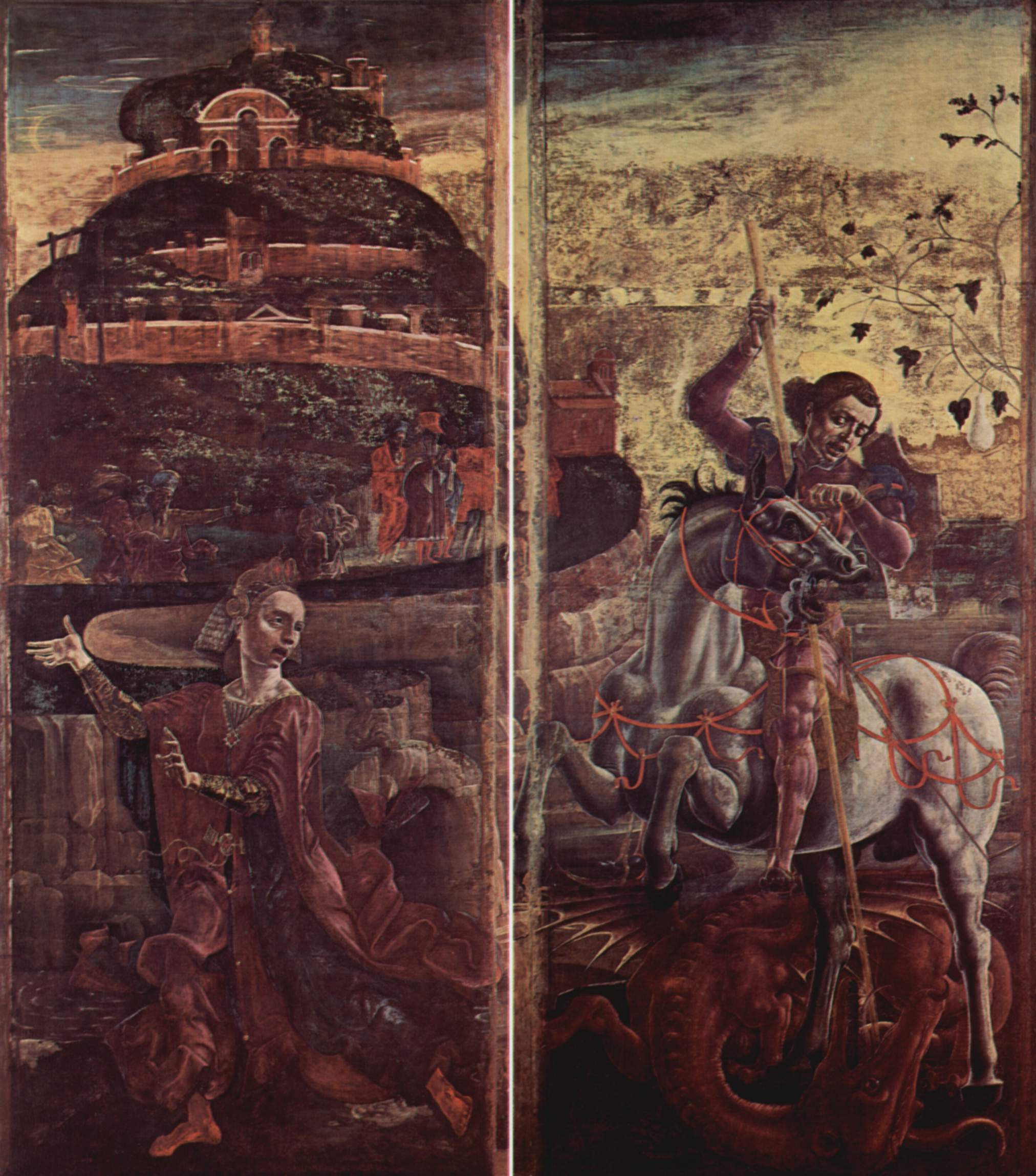
Saint Georges et le dragon (panneaux extérieurs)

On lui doit également le décor des panneaux de bois qui entouraient l'orgue de la cathédrale de Ferrare (aujourd'hui conservés au musée du Dôme de Ferrare). Sur les deux panneaux extérieurs, se trouvait donc un épisode de la vie de saint Georges, intitulé Saint Georges et la princesse. De part et d'autre de l'orgue, la princesse (à gauche) et saint Georges (à droite). Saint Georges étant le patron de la ville, ses représentations sont multiples.
Tura a représenté un épisode célèbre de la vie de saint Georges, dans lequel celui-ci vient au secours de la fille du roi de Silcha en Libye. Celle-ci avait été désignée pour être dévorée par un dragon qui menaçait la ville. Ce panneau peint en 1469 est issu d'une politique de propagande picturale visant à faire face à la politique offensive et expansionniste de Mehmet II. En effet, la prise de Constantinople de 1453 a suscité bien des émules au sein même de la chrétienté. Le Saint Georges et la Princesse de Cosmè Tura est une allégorie de la victoire du bien sur le mal. Pie II, qui décède en 1464, avait préparé le départ d'une nouvelle croisade. Ce tableau est un symbole de la supériorité de la chrétienté sur le « mal » Turc qui s'est abattu sur l'Empire romain d'Orient.
Sa Pieta peinte vers 1460 sur bois (48 × 33 cm), conservée au musée Correr de Venise, avec son Christ à la mort légère, traduit son goût pour le bizarre et est un écho des images du Nord de l'Europe, repris dans une interprétation tragique et monumentale, malgré les petites dimensions du panneau. Le Calvaire invraisemblable et ses trois croix montrent qu'il s'agit d'un montage d'objets figuratifs traditionnels. L'accent qu'ils prennent en font le support plastique de la Pieta et oblige à la méditation intérieure. Cette œuvre appelle le dévot à l'interrogation spirituelle grâce à l'étrangeté « expressionniste» d'une image dans laquelle l'acidité des bleus suscite un décalage par rapport à la tonalité chaude des ocres et des bruns.
- Portrait de jeune homme, 1450-1452, New York, Metropolitan Museum of Art.
- Vierge au zodiaque, 1459-1463, bois, 61 × 41 cm, Gallerie dell'Accademia de Venise
- Saint Georges, après 1460, bois, 21,6 × 13 cm, Venise, Collection Vittorio Cini. Il s'agit peut-être d'un élément de retable portatif qui comprenait un Saint Maurèle, avec saint Georges protecteur de Ferrare, conservé aujourd'hui au musée Poldi-Pezzoli de Milan et une Annonciation venant de la collection Colonna à Rome[5].
- Figure allégorique, 1455-1463, huile sur peuplier, 116 × 71 cm, Londres, National Gallery, probablement issu du décor commencé pour le Studiolo de Belfiore de Lionel d'Este dans la villa Belfiore, près de Ferrare, qui fut le premier depuis l'Antiquité, à comprendre une série de peintures représentant les neuf Muses qui président aux arts libéraux[6].
- Saint Jérôme, vers 1470, Londres, National Gallery[7].
- Saint Jean à Patmos, vers 1470, Madrid, Musée Thyssen-Bornemisza[8],[9].
- Le Martyre de saint Maurelius, 1474, Ferrare, Palazzo dei Diamanti.

- Retable Roverella : retable polyptyque sur bois de peuplier réalisé vers 1470-1474 sur commande de la famille de Bartolomeo Roverella pour une chapelle de l'église du couvent San Giorgio fuori le Mora à Ferrare. Démembré et dispersé, en partie perdu, des peintures subsistantes sont dans conservées dans plusieurs musées[10] :
  - Pietà, transposé de bois sur toile, 132 × 268 cm, Paris, Musée du Louvre. Lunette supérieure, elle couronnait le retable[11].
  - Vierge à l'Enfant sur le trône, Londres, National Gallery.
  - Saints Maurelio et Paul avec Niccolò Roverella, Rome, palais Colonna.
  - La Fuite en Égypte, tondo, diamètre 38 cm, New York, Metropolitan Museum.
  - La Circoncision, tondo, diamètre 38 cm, Boston, musée Isabella Stewart Gardner.
  - L'Adoration des Mages, tondo, diamètre 38 cm, Cambridge, Fogg Art Museum.

- Un polyptyque qui se trouvait encore au XVIIIe siècle dans l'église San Giacomo à Argenta[12]
  - Saint Antoine de Padoue, vers 1475, bois, 71 × 31 cm, Paris, musée du Louvre[13].
  - Saint Dominique, tempera sur bois, 51 × 32 cm, Florence, Galerie des Offices. Le panneau a été coupé en bas et les bords repeints.
  - Saint Jacques, Musée des Beaux-Arts de Caen[14].

- Saint Nicolas de Bari, bois, 74 × 37 cm, Musée des beaux-arts de Nantes.
- Vierge et l'Enfant, entre une sainte martyre et saint Jérôme, toile marouflée sur bois, Ajaccio, musée Fesch.

## Expositions
- 30 janvier - 12 mai 2002 : Cosmè Tura : painting and design in Renaissance Ferrara, Boston, Musée Isabella-Stewart-Gardner[15].
- 23 septembre 2007 - 6 janvier 2008 : Cosmè Tura e Francesco del Cossa : l'arte a Ferrara nell'età di Borso d'Este, Ferrare, Palazzo dei Diamanti et Palazzo Schifanoia[16].